# كلارا كوك
كلارا كوك (بالإنجليزية: Clara Cook)‏ هي لاعب كرة قاعدة أمريكية، ولدت في 19 يونيو 1921 في Pine City, New York ‏ في الولايات المتحدة، وتوفيت في 23 يوليو 1996 في إلميرا في الولايات المتحدة.